# Banque extérieure d'Algérie
Pour les articles homonymes, voir BEA.
La Banque extérieure d'Algérie (BEA) (en arabe : بنك الجزائر الخارجي) est une banque publique algérienne. Créée en 1967, elle est basée à Bir Mourad Rais, en Algérie.

## Histoire
La banque extérieure d'Algérie est créé le 1er octobre 1967 (par ordonnance N°67-204), sous la forme d'une société nationale. 
En 1970, la totalité des opérations bancaires avec l'étranger effectuées par les sociétés nationales les plus importantes d'Algérie sont confiés à la BEA.
En 1989, la banque change de statut pour devenir une société par actions tout en gardant le même objet initial.
En 2008, la banque extérieure d'Algérie est classée au premier rang des banques du Maghreb et se place à la sixième place dans le top 200 des banques africaines du magazine Jeune Afrique.
En 2011, la BEA ouvre la première agence en libre service sur le territoire algérien et affiche un capital social de 76 milliards de dinars.
Saïd Kessasra est nommé P-DG de la BEA en juin 2016. Il remplace alors à ce poste Mohamed Loukal.
En janvier 2017, Saïd Kessasra est limogé et remplacé, pour un interim, par B. Semid, directeur général du Crédit au sein de la BEA.
En février 2017, la direction annonce qu'elle va ouvrir des agences en France d'ici la fin de l'année 2017.
En 2019, la BEA a augmenté son capital social le portant de 150 milliards de DA à 230 milliards de DA. Cette augmentation du capital s'inscrit dans le cadre d'une stratégie de développement à  l'international.

## Structure
En 2022, la BEA compte un réseau de 106 agences sur le territoire algérien (dont deux bureaux de change), ainsi que 11 directions régionales.

## Gouvernance
La banque est dirigée par un Président-Directeur général jusqu'au 29 avril 2021. Elle est ensuite confiée à un Président du Conseil d'administration et à un Directeur général.
- Président Directeur général (jusqu'au 29 avril 2021)
- Mohamed Loukal (2001-2016)
- Saïd Kessasra (2016-2017)
- Ibrahim Semid (2017- 2019)
- Lazhar Latreche (décembre 2019 - 29 avril 2021)[11].
- Président du Conseil d'administration (à partir du 29 avril 2021)
  - Houari Rahali[10]
- Directeur général (à partir du 29 avril 2021)
  - Lazhar Latreche(avril 2021 - avril 2024)[10]
  - Lahouari Rahali (à partir d'avril 2024)[12]

### Ouvrages généraux
- KPMG, Guide des banques et des établissements financiers, Paris, Editions Ellipses, 2012, 112 p. (ISBN 978-9947-8-0708-8, lire en ligne)

### Thèses
- Kheir-Eddine Berrahi, Étude et analyse de la distribution des crédits aux entreprises (étude de cas : la B.E.A), Tlemcen, UABBT, 2006, 201 p. (lire en ligne)
- Safia Zourdani, Le financement des opérations du commerce extérieur en Algérie : cas de la B.N.A., Tizi Ouzou, UMMTO, 2012, 265 p. (lire en ligne)